# Hohenzollernplatz (métro de Berlin)

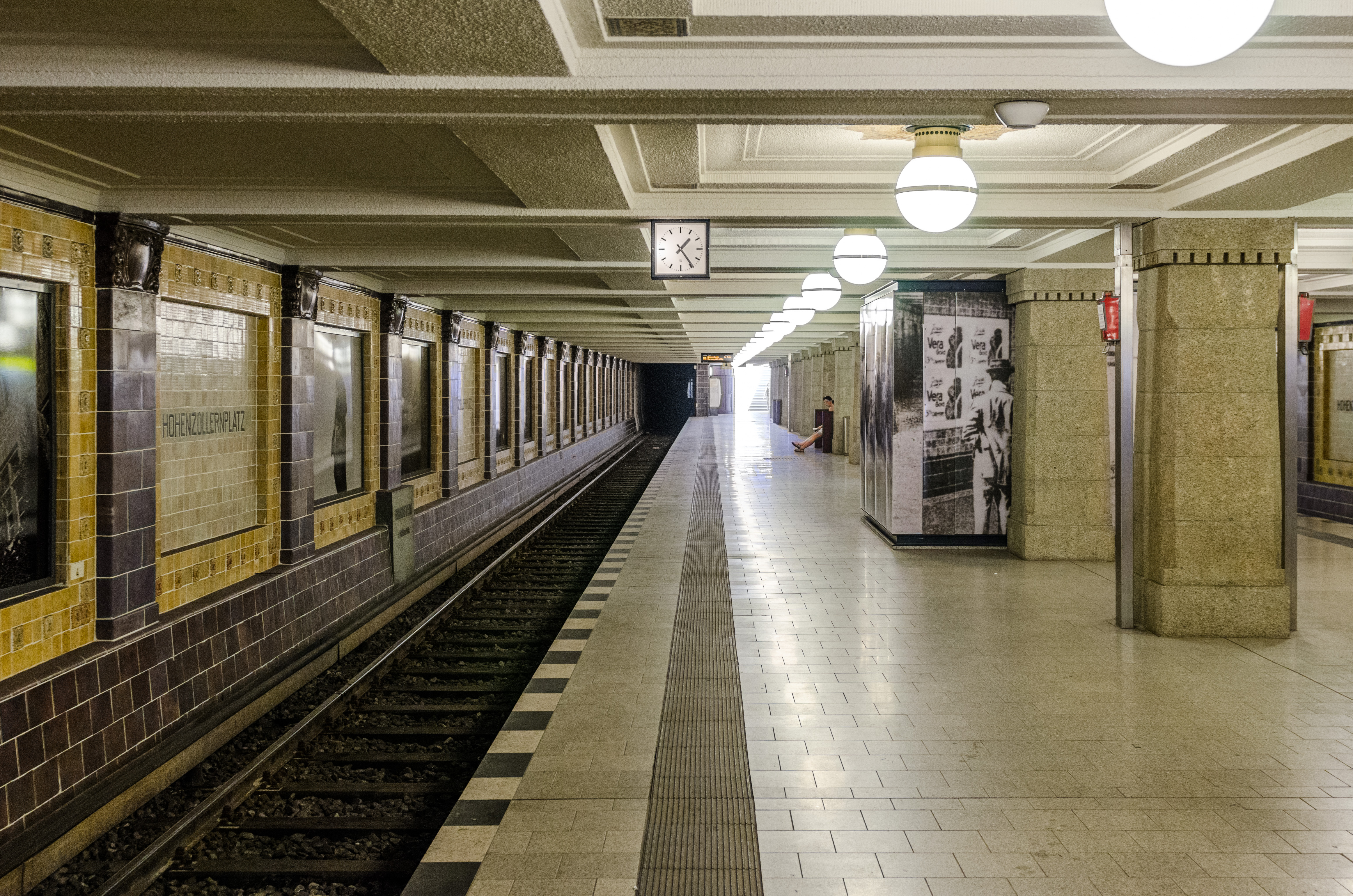
L'intérieur de la station.

Hohenzollernplatz est une station de la ligne 3 du métro de Berlin, située dans le quartier de Wilmersdorf.

## Situation
La station est située entre Spichernstraße au nord-est, en direction de Warschauer Straße et Fehrbelliner Platz au sud-ouest, en direction de Krumme Lanke.
Elle est établie au-dessous de la place Hohenzollern et possède deux voies de circulation encadrant un quai central.

## Histoire
La station est ouverte le 12 octobre 1913, en même temps que la mise en service de la ligne entre Wittenbergplatz et Thielplatz.
En 2011, le sol en dalles d'asphalte noir est remplacé par un carrelage en granit clair et des bandes podotactiles sont installées. L'année suivante, la station devient accessible avec la mise en service d'un ascenseur.

## Architecture
Elle a été conçue par l'architecte Wilhelm Leitgebel. À l'extérieur, les bouches s'ouvrent par deux pylônes en pierre surmontés d'aigle et sont entourées d'une balustrade en calcaire coquillier, similaire aux autres stations de métro de Wilmersdorf construites par le même architecte.
Les murs de la station présentent une base en céramique brun foncé. Au-dessus, des pilastres couronnés de chapiteaux en carrelage gris-violet encadrent des parois en céramique jaune qui portent le nom de la station et d'anciens panneaux d'affichage, qui sont maintenant ornés d'images du château de Hohenzollern réalisées par le photographe Edgar Herbst. Le plafond repose sur des piliers rectangulaires en granit au milieu du quai central. Il présente une double enfilade de caissons ornés de moulures en plâtre et d'incrustations de mosaïque bleu-or, au centre desquels tombent des lampes sphériques.

## Service des voyageurs

### Accueil et accès
La station possède deux bouches ainsi qu'un accès direct par ascenseur depuis l'extérieur.

### Intermodalité
La station est en correspondance avec la ligne d'autobus no 249 de la BVG.